# Клещенко Василь Петрович
Василь Петрович Клещенко (рос. Василий Петрович Клещенко; 28 жовтня 1976, Івановка, РРФСР — 15 квітня 2022, Гусарівка, Україна) — російський військовий льотчик, полковник ПКС РФ. Герой Російської Федерації.

## Біографія
В 1993 році закінчив Уссурійське суворовське військове училище. В 1993/98 роках навчався в Сизранському вищому військовому авіаційному училищі. Пройшов шлях від льотчика-оператора Мі-24 до заступника начальника Центру з військових випробувань та льотно-методичної роботи 344-го Державного центру бойового застосування і перепідготовки льотного складу. Освоїв вертольоти Мі-24, Мі-35М, Мі-8, Мі-28Н і Ка-52. В 2010 році закінчив Військовий навчально-науковий центр ВПС РФ «Військово-повітряна академія імені професора Жуковського і Гагаріна» у Воронежі.
Учасник громадянської війни в Таджикистані, Другої чеченської війни та інтервенції в Сирію. Клещенко вважався одним з найкращих пілотів Росії, загалом налітав 2250 годин. В 2020 і 2021 роках брав участь у парадах до 9 травня в Москві.
З 24 лютого 2022 року брав участь у вторгненні в Україну. 15 квітня як пілот Ка-52 спробував зупинити наступ українських військ біля села Гусарівка, проте його вертоліт був збитий з ПЗРК «Ігла» військовослужбовцями механізованої бригади «Холодний Яр». Клещенко не зміг катапультуватись через пошкоджені стропи парашута і загинув. Після звільнення Гусарівки в червні українські військовики забрали останки Клещенка і передали їх росіянам. 12 серпня 2022 року він був похований в Торжку.

## Нагороди
Отримав численні нагороди, серед яких:
- Медаль ордена «За заслуги перед Вітчизною» 2-го ступеня з мечами
- Медаль Нестерова
- Медаль «За військову доблесть» 2-го ступеня
- Медаль «За зміцнення бойової співдружності»
- Медаль «За відзнаку у військовій службі» 3-го, 2-го і 1-го ступеня (20 років)
- Медаль «За участь у військовому параді в День Перемоги»
- Медаль «Учаснику військової операції в Сирії»
- Звання «Герой Російської Федерації» (6 серпня 2022, посмертно) — «за мужність і героїзм, проявлені під час виконання військового обов'язку.» 18 серпня медаль «Золота зірка» була вручена рідним Клещенка в Торжку.

## Вшанування пам'яті
- 30 серпня 2022 року ім'я Клещенка було присвоєне середній загальноосвітній школі № 5 в Торжку[4].
- 5 грудня 2022 року ім'я Василя Клещенка присвоєно вулиці, на якій розташований 344-й Центр бойового застосування та переучування льотного складу МО РФ у місті Торжці.
- 9 грудня 2022 року, у День Героїв Вітчизни, випущено поштову марку в серії «Герої Російської Федерації», присвячену Клещенко (художник-дизайнер марки В. Бельтюков)[5].